# Kirchneriella
Kirchneriella, rod zelenih algi iz porodice Selenastraceae, dio reda Selenastraceae. Postoji 15 priznatih vrsta

## Vrste
1. Kirchneriella acuminata H.Hirose & M.Akiyama
2. Kirchneriella aperta Teiling
3. Kirchneriella brasiliana D.Silva, Sant'Anna, Tucci & Comas
4. Kirchneriella cornuta Korshikov
5. Kirchneriella dianae (Bohlin) Comas
6. Kirchneriella extensa (Korshikov) Hindák
7. Kirchneriella hindakiana P.Marvan, J.Komárek & A.Comas
8. Kirchneriella incurvata J.H.Belcher & Swale
9. Kirchneriella irregularis (G.M.Smith) Korshikov
10. Kirchneriella lagerheimii Teiling
11. Kirchneriella lunaris (Kirchner) Möbius - tipična
12. Kirchneriella major C.Bernard
13. Kirchneriella obesa (West) West & G.S.West
14. Kirchneriella phaseoliformis Hortobágyi
15. Kirchneriella pinguis Hindák